# Aymar-Charles-Marie de Nicolaÿ
Aymar-Charles-Marie de Nicolaÿ, marquis de Goussainville, est un magistrat français né le 14 août 1747 à Paris où il est mort guillotiné le 7 juillet 1794.
Il est conseiller du roi en tous ses conseils et premier président de la Chambre des comptes.

## Biographie
Issu de la famille de Nicolaÿ, il est le fils de Aymar Jean de Nicolaÿ, marquis de Goussainville, seigneur d'Osny, premier président de la Chambre des comptes de Paris, et de Madeleine de Vintimille du Luc.
Il commence sa carrière de magistrat en 1766, à dix-neuf ans, comme conseiller au Parlement de Paris.
Il est reçu le 25 avril 1768 comme premier président de la Chambre des comptes de Paris en survivance de son père. Lorsque ce dernier démissionne, en 1773, il lui succède dans sa charge.
Sa prise de fonctions coïncide avec la suppression des parlements. Pour ne pas imiter l'exemple des parlementaires, il s'efforce d'éviter les tensions entre sa juridiction et le pouvoir royal en restreignant, en particulier, la pratique du droit de remontrance.
Le 18 décembre 1788, il est élu au deuxième fauteuil de l'Académie Française, où il succède au marquis de Chastellux. Il est reçu le 12 mars 1789 par Claude-Carloman de Rulhière. Dans son discours de réception, l'éloge qu'il fait de Louis XVI suscite les murmures du public,. 
Réputé pour son talent d'orateur, il est élu en 1789 député de la Noblesse de Paris aux  Etats-généraux, mais refuse son élection.
Le 30 mai 1789, il est nommé par Louis XVI chancelier-garde des sceaux des Ordres du Roi, jusqu'à la suppression de l'Ordre du Saint-Esprit, en 1791.
A l'automne 1789, il intervient auprès de l'Assemblée constituante pour obtenir que les prérogatives de sa juridiction soient maintenues, voire accrues, mais ne peut empêcher qu'elle soit supprimée, comme les autres cours souveraines de la Monarchie. Il la préside jusqu'à sa dernière session, le 19 septembre 1791.
Il est le dernier à occuper cette charge de premier président, que sa famille tenait depuis deux siècles.
Il se retire alors dans son château de Courances, où sa proximité avec la famille royale l'expose à la surveillance et aux vexations de l'administration révolutionnaire.
Arrêté, il est condamné à mort comme « ennemi du peuple » et guillotiné pendant la Terreur, en 1794.
On lit dans le Moniteur : « Nicolaÿ convaincu de s'être rendu l'ennemi du peuple en conspirant contre sa liberté et sa sûreté, en provoquant, par la révolte des prisons l'assassinat et la dissolution de la représentation nationale, etc. a été condamné à mort (19 messidor). »
Il est guillotiné quelques jours après son frère Aymar Charles François de Nicolaÿ, premier président du Grand-Conseil, et quelques jours aussi après l'aîné de ses fils.
Franc-maçon, il fut présent comme visiteur à l'allumage des feux de la loge parisienne "La Candeur" le 22 octobre 1775.
Il habitait le château de Courances et, à Paris, l'ancien hôtel de Chaulnes, place royale, aujourd'hui place des Vosges.

### Mariage et descendance
Il épouse en 1768 Philippine Potier de Novion (Paris, 26 novembre 1748 - Paris, 10 mai 1820), la plus jeune des deux filles d'André IV Potier de Novion, marquis de Grignon, seigneur de Courances, président à mortier au Parlement de Paris, et de Marie Philippe Tachereau. Elle lui apporte le domaine de Courances, où ils font faire quelques aménagements. Ce domaine passe après eux au plus jeune de leurs fils, Théodore. Elle est inhumée à Courances. Dont six enfants :
- Aymard Marie Léon de Nicolaÿ (Paris, 10 juillet 1770 - guillotiné à Paris, 9 juillet 1794) ;
- Aymardine de Nicolaÿ (Paris, 23 mai 1772 - Gaillac, 28 septembre 1806), mariée en 1799 avec Bernard Charles Louis Victor de Lostanges Béduer (1773-1812), dont postérité ;
- Aymardine Aglaé de Nicolaÿ (Paris, 8 novembre 1773 - Toulouse, 7 mars 1852), mariée en 1800 avec Maurice Jean de Villeneuve-Arifat (1767-1824) ;

- Christian de Nicolaÿ, marquis de Goussainville, comte de l'Empire (1811), chambellan de Napoléon Ier, pair de France (Paris, 23 août 1777 - Paris, 14 janvier 1839), marié en 1801 avec Alexandrine Malon de Bercy, héritière du château de Bercy (1781-1808), dont postérité ;
- Aymard Raymond de Nicolaÿ, baron de l'Empire (1812) (Paris, 24 janvier 1781 - Paris, 25 mars 1842), marié en 1806 avec Marie-Charlotte de Murat de Lestang (1788-1842), dame de Montfort le Gesnois, dont postérité ;

- Aymard-Charles-Marie-Théodore de Nicolaÿ, pair de France de 1814 à 1830 (Paris, 31 juillet 1782 - Genève, 7 juin 1871), marié en 1809 avec Augustine de Lévis, cohéritière du château de Champs sur Marne (1788-1848), dont postérité[9].